# Lijst van heersers van Pruisen
Dit is een lijst van heersers van Pruisen:

## Heersers van Pruisen (1525-1918)

### Hertogen van Pruisen - Huis Hohenzollern (1525-1701)
| Hertog | Hertog                                                           | Regeringsperiode | Opmerkingen |
| ------ | ---------------------------------------------------------------- | ---------------- | --- |
|        | Albrecht (1490-1568)                                             | 1525-1568        | Van 1511 tot 1525 grootmeester van de Duitse Orde. Eerste hertog van Pruisen na de secularisering van de Pruisische gebieden van de Duitse Orde.                                                 |
|        | Albrecht Frederik (1553-1618) Albrecht Friedrich                 | 1568-1618        | Zoon van Albrecht. Van 1577 tot 1603 onder regentschap van George Frederik I. Van 1603 tot 1608 onder regentschap van Joachim Frederik. Van 1608 tot 1618 onder regentschap van Johan Sigismund. |
|        | Johan Sigismund van Brandenburg (1572-1620) Johann Sigismund     | 1618-1619        | Was van 1608 tot 1618 regent van Pruisen onder Albrecht Frederik. Ook keurvorst van Brandenburg, hertog van Kleef en graaf van de Mark.                                                          |
|        | George Willem van Brandenburg (1595-1640) Georg Wilhelm          | 1619-1640        | Zoon van Johan Sigismund. Ook keurvorst van Brandenburg, hertog van Kleef en graaf van de Mark.                                                                                                  |
|        | Frederik Willem de Grote Keurvorst (1620-1688) Friedrich Wilhelm | 1640-1688        | Zoon van George Willem. Ook keurvorst van Brandenburg, hertog van Kleef en graaf van de Mark. |
|        | Frederik III der Schiefen Fritz (1657-1713) Friedrich III        | 1688-1701        | Zoon van Frederik Willem. Werd in 1701 gekroond als koning in Pruisen. Ook keurvorst van Brandenburg, hertog van Kleef en graaf van de Mark.                                                     |

### Koningen in/van Pruisen - Huis Hohenzollern (1701-1918)
| Monarch | Monarch                                                             | Regeringsperiode | Opmerkingen |
| ------- | ------------------------------------------------------------------- | ---------------- | --- |
|         | Frederik I der krumme Fritz (1657-1713) Friedrich I                 | 1701-1713        | Zoon van Frederik Willem. Was van 1688 tot 1701 Hertog van Pruisen. Werd in 1701 gekroond als koning in Pruisen. Ook keurvorst van Brandenburg, hertog van Kleef en graaf van de Mark. |
|         | Frederik Willem I de Soldatenkoning (1688-1740) Friedrich Wilhelm I | 1713-1740        | Zoon van Frederik I. Ook keurvorst van Brandenburg, hertog van Kleef en graaf van de Mark.                                                                                             |
|         | Frederik II de Grote (1712-1786) Friedrich II                       | 1740-1786        | Zoon van Frederik Willem I. Werd in 1772 koning van Pruisen, na de Eerste Poolse Deling. Ook keurvorst van Brandenburg, hertog van Kleef en graaf van de Mark.                         |
|         | Frederik Willem II (1744-1797) Friedrich Wilhelm II                 | 1786-1797        | Neef van Frederik II. Ook keurvorst van Brandenburg, hertog van Kleef en graaf van de Mark.                                                                                            |
|         | Frederik Willem III (1770-1840) Friedrich Wilhelm III               | 1797-1840        | Zoon van Frederik Willem II. Tot 1806 ook keurvorst van Brandenburg, hertog van Kleef en graaf van de Mark.                                                                            |
|         | Frederik Willem IV (1795-1861) Friedrich Wilhelm IV                 | 1840-1861        | Zoon van Frederik Willem III. Van 1858 tot 1861 onder Regentschap van Wilhelm I |
|         | Wilhelm I (1797-1888)                                               | 1861-1888        | Broer van Frederik Willem IV. Van 1858 tot 1861 Regent in naam van Frederik Willem IV. Vanaf 1871 ook Duits Keizer.                                                                    |
|         | Frederik III (1831-1888) Friedrich III                              | 1888             | Zoon van Wilhelm I. Ook Duits Keizer. Hij regeerde slechts 99 dagen voor hij overleed aan keelkanker.                                                                                  |
|         | Wilhelm II (1859-1941)                                              | 1888-1918        | Zoon van Frederik III. Ook Duits Keizer. Verloor tijdens de Novemberrevolutie de Duitse en Pruisische kroon.                                                                           |